# Навчальний центр Вільдфлеккен
Навчальний центр Вільдфлеккен (нім. Truppenübungsplatz Wildflecken) — військовий навчальний центр, військовий полігон на території німецької землі Баварія, призначений для бойової підготовки військовослужбовців, а також підрозділів та частин німецької армії. Полігон займає площу понад 7000 гектарів поблизу міста Вільдфлеккен, Баварія. Він був створений німецьким вермахтом у 1938 році і тимчасово служив армії США після Другої світової війни. В даний час він використовується Бундесвером та його союзниками по НАТО разом із розташованим там Центром армійського бойового моделювання. Північна частина військової бази знаходиться в гессенському містечку Герсфельд (Гадервальд).